# Puisieux (Pas-de-Calais)
Puisieux ist eine französische Gemeinde im Département Pas-de-Calais in der Region Hauts-de-France. Sie gehört zum Arrondissement Arras und zum Kanton Avesnes-le-Comte.

## Geographie
Puisieux liegt etwa 23 Kilometer südlich von Arras an der Grenze zum Département Somme. Umgeben wird Puisieux von den Nachbargemeinden Bucquoy im Norden, Miraumont im Osten, Beaucourt-sur-l’Ancre und Grandcourt im Süden, Beaumont-Hamel im Südwesten und Hébuterne im Westen.

## Geschichte
Puisieux war während des Ersten Weltkriegs Schauplätz heftiger Kämpfe. Im benachbarten Gommecourt befand sich der westlichste Punkt der deutschen Westfront. Unmittelbar südlich von Puiseux tobte im Sommer 1916 die Schlacht an der Somme.

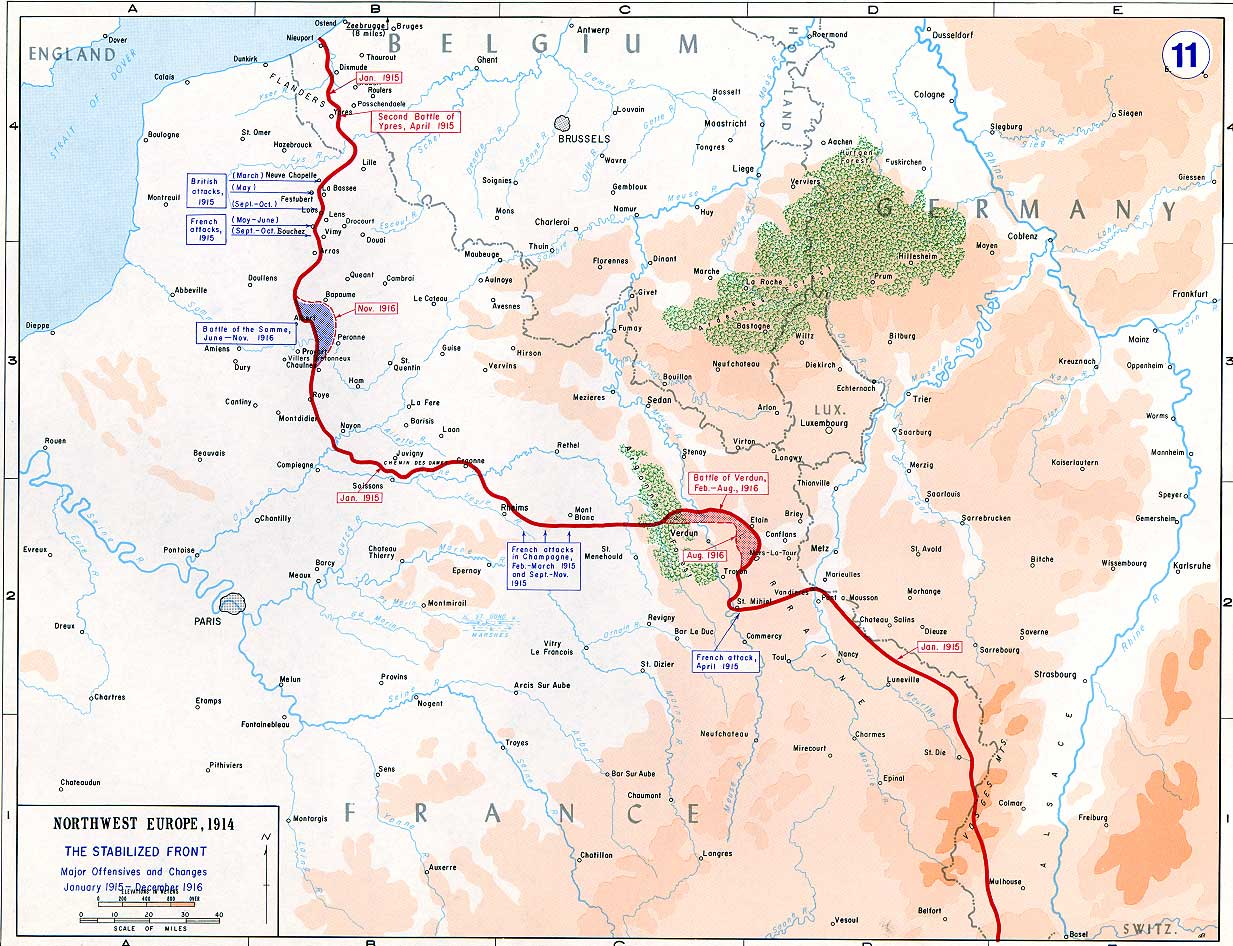
Westfront 1915/16
Karte des Schlachtfelds der Schlacht an der Somme
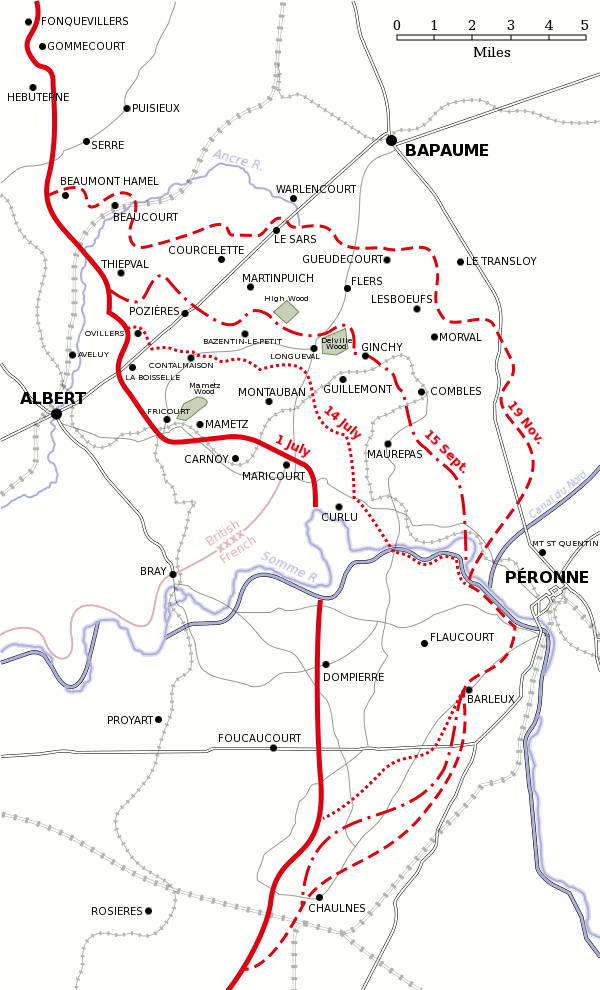
Verlauf der Schlacht an der Somme
Ortsteil Serre im Jahr 1916 (Gemälde von Wilhelm Sauter)

## Sehenswürdigkeiten
In Puisieux befinden sich mehrere Soldatenfriedhöfe der Commonwealth War Graves Commission.

## Persönlichkeiten
- Jean Catelas (1894–1941), französischer Kommunist und Politiker, wurde in Puisieux geboren